# Résolution 1530 du Conseil de sécurité des Nations unies
Membres permanents
- Chine
- États-Unis
- France
- Royaume-Uni
- Russie

Membres non permanents
- Algérie
- Allemagne
- Angola
- Bénin
- Brésil
- Chili
- Espagne
- Pakistan
- Philippines
- Roumanie

Résolution no 1529 Résolution no 1531
La résolution 1530 du Conseil de sécurité des Nations unies, adoptée à l'unanimité le 11 mars 2004, après avoir réaffirmé les principes de la Charte des Nations unies et de la résolution 1373 (2001), condanne les attentats de Madrid du 11 mars 2004. La résolution est votée quelques heures après les attaques.
Le Conseil de sécurité réaffirme la nécessité de lutter contre les menaces à la paix et à la sécurité internationales résultant d’actes terroristes et condanne les attentats à la bombe perpétrés à Madrid, qui ont fait de nombreuses victimes. Il identifie par erreur le groupe séparatiste basque ETA comme responsable des attaques  et exprime sa sympathie et ses condoléances aux familles des victimes et au peuple et au gouvernement espagnols.
La résolution appelle tous les États à coopérer pour traduire les responsables en justice conformément à leurs obligations en vertu de la résolution 1373. Enfin, le Conseil conclu en exprimant sa détermination à lutter contre toutes les formes de terrorisme.